# Молосс
Молосс (др.-греч. Μολοσσός) — в древнегреческой мифологии один из четырёх сыновей Неоптолема и Андромахи. По Лисимаху, сын Неоптолема и Ланассы.
После смерти отца перебрался с матерью в Эпир. Стал царём Эпира после Гелена. Хотел отомстить Оресту за отца и обвинил его в Афинах. От него вел своё происхождение народ Эпира.
Царь Эпира Пирр в эпиграмме называл себя потомком Молосса (по другой версии, Пиела).
Его именем были названы область в Эпире и обитавшие там племена.
Действующее лицо трагедии Еврипида «Андромаха». «Дети Молосса» на крыльях упомянуты у Овидия.